# (190504) Hermanottó
(190504) Hermanottó est un astéroïde de la ceinture principale.

## Description
(190504) Hermanotto est un astéroïde de la ceinture principale. Il fut découvert le 22 avril 2000 à Piszkesteto par Krisztián Sárneczky et Gyula M. Szabó. Il présente une orbite caractérisée par un demi-grand axe de 2,36 UA, une excentricité de 0,13 et une inclinaison de 2,6° par rapport à l'écliptique.

## Compléments